# طبقه متوسط

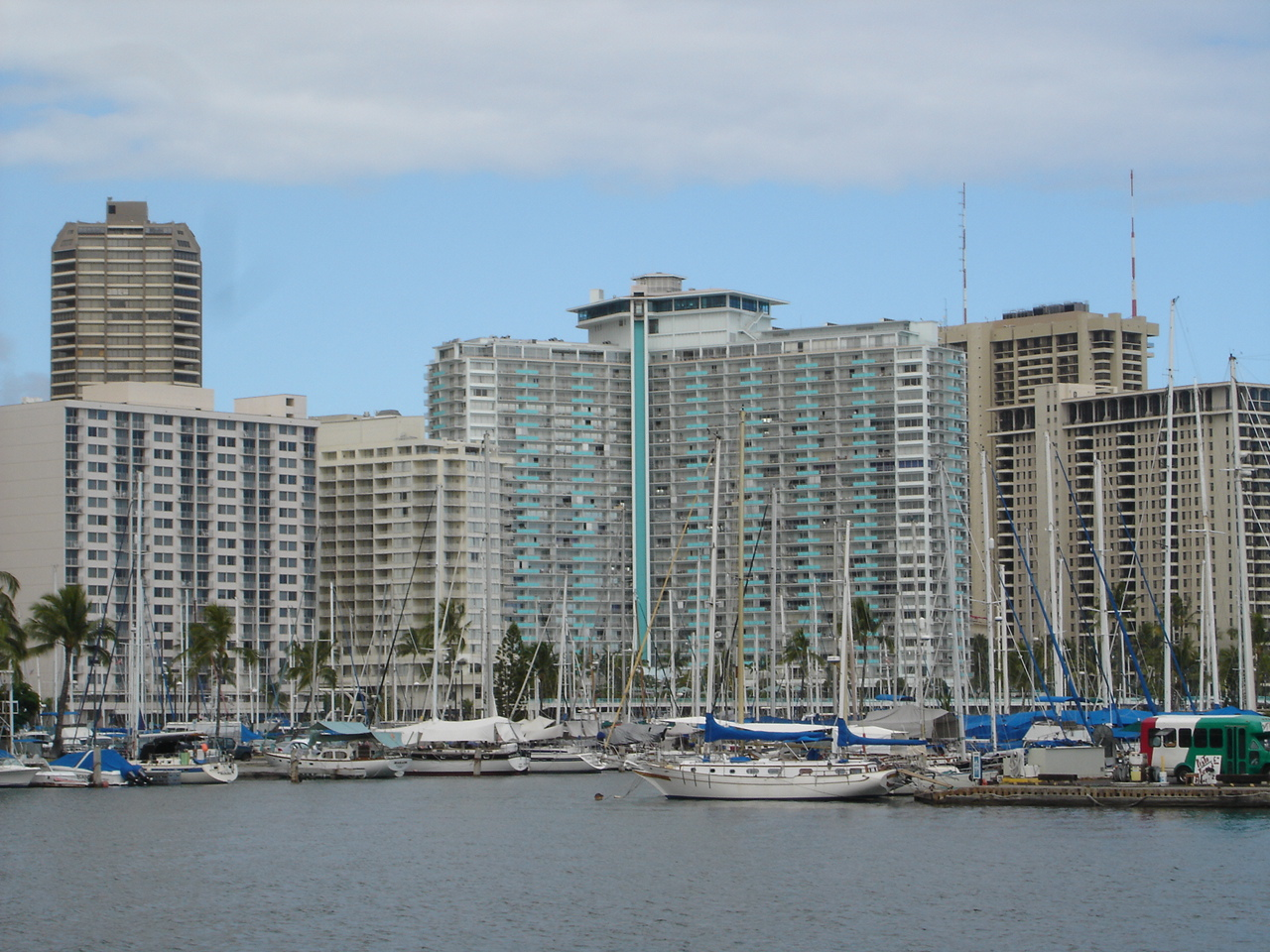
طبقه متوسط اجتماعی با جمعیتی زیاد در مشاغل مختلف

طبقهٔ متوسّط یک طبقه اجتماعی است و شامل افراد بسیاری در مشاغل مختلف می‌شود که از نظر ارزش‌های فرهنگی بیشتر مشابه طبقه بالا و از نظر درآمد بیشتر مشابه طبقه کارگر هستند. بر اساس برخی تقسیم‌بندی‌ها اگر طبقه بالا دربرگیرنده ۱۰ درصد ثروتمند جامعه و طبقه پایین نیز دربرگیرنده ۵۰ درصد فقیر جامعه باشد؛ طبقه متوسط در بردارنده ۴۰ درصد میانی (دهک‌های ۶ تا ۹) جامعه از نظر برخورداری از ثروت می‌باشد. بر اساس نظریات متعددی از جمله نظریه پارادوکس منافع، طبقه متوسط رویکردی محافظه کارانه در قبال سیاست‌های بازتوزیعی دارد.

## انواعِ طبقهٔ متوسط

### طبقه متوسط قدیم
شامل صاحبان سرمایه‌های کوچک، مالکان فروشگاه‌های محلی و کشاورزان کوچک می‌شود. شمار افراد این دسته در طول قرن گذشته به‌طور پیوسته کاهش یافته است، اما هنوز نسبتی از کل جمعیت شاغل را تشکیل می‌دهد.

### طبقهٔ متوسطِ روبه‌بالا
از کسانی که دارای مشاغل مدیریت حرفه‌ای هستند تشکیل گردیده است. این دسته شامل شمار بسیاری از افراد و خانواده‌هاست. بیشتر آن‌ها شکلی از آموزش عالی را تجربه کرده‌اند و نسبت افرادی که دارای نظرات آزادمنشانه دربارهٔ موضوعات اجتماعی و سیاسی هستند؛ در بین آن‌ها، به ویژه در میان گروه‌های حرفه‌ای و تخصصی بالاست.

### طبقهٔ متوسطِ روبه‌پایین
گروهی است که شامل افرادی چون کارکنان دفتری، نمایندگان فروش، معلمان و پرستاران می‌شود. اعضای طبقه متوسط پایین، معمولاً نگرش‌های اجتماعی و سیاسی متفاوتی با کارگران دارند.

### کتابشناسی
- فرامرز رفیع پور (۱۳۷۷). آناتومی جامعه یا سنة الله: مقدمه‌ای بر جامعه‌شناسی کاربردی. تهران: انتشارات کاوه.
- آنتونی گیدنز (۱۳۷۶). جامعه‌شناسی. ترجمهٔ منوچهر صبوری. تهران: نشر نی. ص. ۲۳۸.